# At the End of the Sky
At the End of the Sky, contenuta nell'album Darkel, è un singolo del gruppo Darkel, progetto dell'artista Jean-Benoît Dunckel, che è anche uno dei componenti del duo francese AIR.